# 北欧デザイン

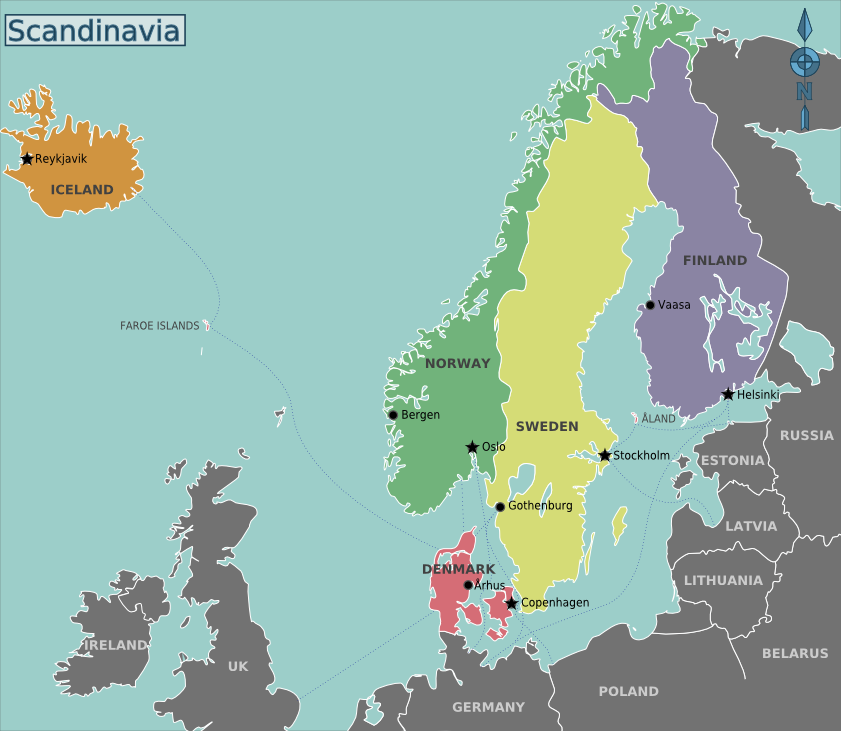
ISL （左上）
NOR
SWE
FIN DEN （中下）

Danish Design Centreにて
（左：Panton Chair、右：Ant Chair）

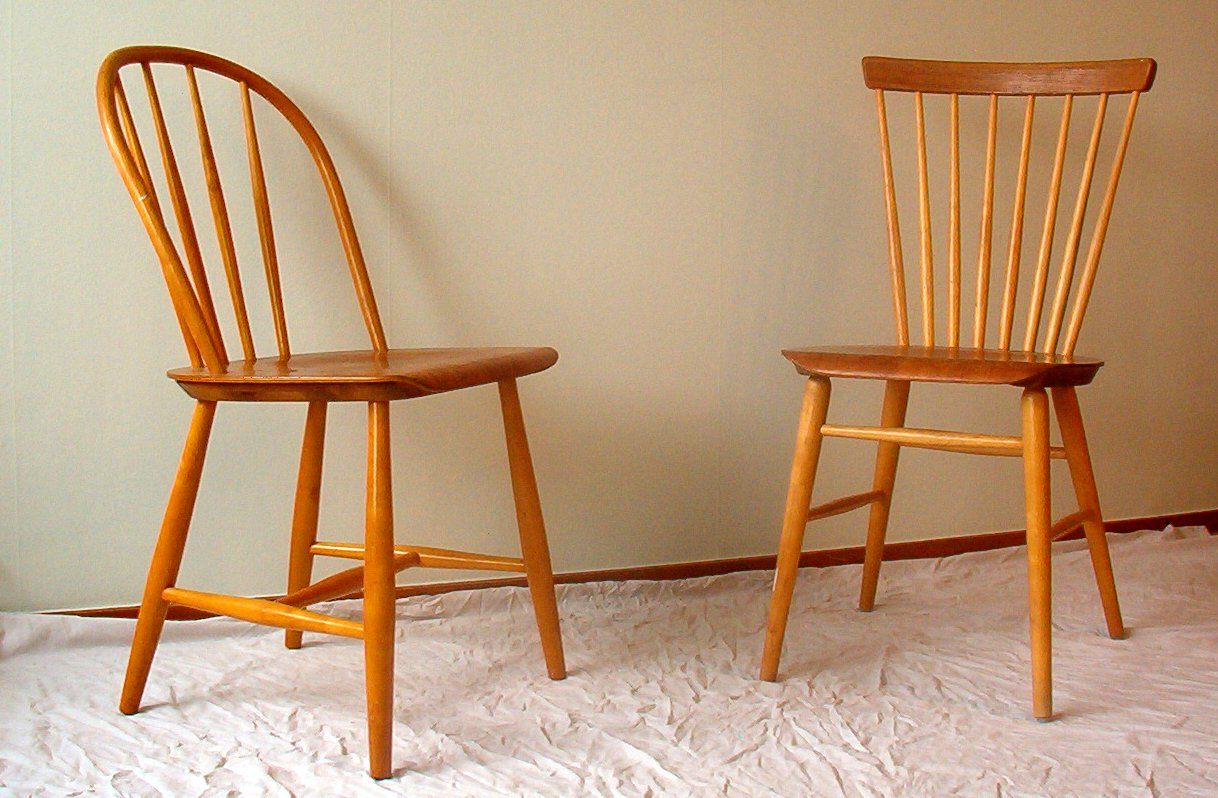
スウェーデン版のウィンザー・チェア

北欧デザイン（ほくおうデザイン）は、北欧のスカンディナヴィア諸国およびフィンランドにおけるデザインの総称。スカンディナヴィアデザイン。

## 歴史と概要
戦後、デンマーク系アメリカ人のフレデリック・ルニングが、アメリカ国内でスカンディナビアのハンドクラフト製品を輸入販売し、人気となったという。「デーニッシュ・モダーン」「スウェーディッシュ・グレース」などの造語も生まれた。ルニングは1951年に、スカンディナヴィアのデザイナーを対象とした賞「ルニングプライズ（ルニング賞）」の創設（1970年まで、北欧が対象）もした。スカンディナビアの4か国（SWE・DEN・NOR・FIN、当時のアイスランドはデンマーク領）はその後、アメリカ国内でデザインの巡回展も実施し、観光立国を目指した。
1957年には金工家のヤコブ・トーシュトルップ・プリッツに因む「ヤコブ賞」が創設（ノルウェー国内が対象）。ノルウェー文化省が設立した「ノシュクフォルム」から授与される。
そして様々なデザイナーが登場し、1950年代から1960年代ごろに隆盛したといわれる。「シンプルモダン」という世界的な認知が多いという指摘もあり、「スカンディナビア・ミニマリズム」という概念を取り入れた特徴のものもある。範疇として、北欧建築を含む場合もある。
北欧家具に関しては、長く厳しい冬に室内で過ごす時間が多いという状況から、「飽きのこないシンプルなデザイン」と「機能的で長く愛用できるような実用性」を兼ね備えた家具が誕生したのではないかという説がある。ノルウェーにおいては、冬の日照時間が著しく短いため、室内照明器具が暮らしの重要な役割を担っているという。北欧雑貨も「家で過ごす時間が楽しくなる」などの特徴が見られるという指摘がある。
諸説あるが代表的なノルウェー発祥のデザインとして、（Thor Bjørklundによる）チーズスライサー、（Jac Jacobsenによる）自在アームのランプなどを挙げる例がある。ペーパークリップはヨハン・バーラーが特許を取得した（発明者かは不詳）。

## 北欧デザインと日本

### 北欧デザインブランドの進出
日本ではインテリア企業に関しては、1974年にIKEAが、1998年にイルムスが日本に出店している。

## 裁判など
- 立体商標「カール・ハンセン椅子」拒絶審決取消請求事件 - 『Ｙチェア』(ハンス・J・ウェグナーがデザイン)と呼ばれる椅子の立体商標の無効が取り消された（つまり、Yチェアの立体商標が日本で認められた）。

## サブカルチャー
- ファイト・クラブ_(映画) - I had become a slave to the IKEA nesting instinct.（イケアを巣に集めるための奴隷だった。）というセリフを「北欧家具の奴隷だった。」としている。

## 企業例
陶磁器
- ロイヤル・コペンハーゲン
- アラビア

インテリア
- IKEA
- イッタラ
- イルムス
- アルテック

ファッション
- H&M
- マリメッコ
- ECCO

玩具
- LEGO

カメラ
- ハッセルブラッド

電気機器
- Wilfa
- バング&オルフセン
- エレクトロラックス
- エリクソン
- ノキア
- スント

自動車
- ボルボ
- SAAB

## デザイナー例
参考：
 デンマーク
- 1888 - 1954　コーア・クリント - 建築、家具
- 1894 - 1967　ポール・ヘニングセン - ランプ
- 1902 - 1971　アルネ・ヤコブセン - 建築、家具
- 1912 - 1989　フィン・ユール - 家具
- 1914 - 2007　ハンス・J・ウェグナー - 家具
- 1926 - 1998　ヴェルナー・パントン - 家具

 フィンランド
- 1898 - 1976　アルヴァ・アールト - 建築
- 1911 - 1989　カイ・フランク - ガラス器
- 1915 - 1985　タピオ・ヴィルカラ - 多彩

 スウェーデン
- 1897 - 1977　ウノ・オーレン - 建築、家具

## 関連文献
- 『スカンジナビアデザイン』, エリック・ザーレ（藤森健次訳）, 彰国社, 1964
- 『1950年代における北欧モダニズムと民藝運動、産業工芸試験所の思想的交流』, 長久智子
- 「輝く北欧〜デザインで読み解く豊かさの秘密」, 日経ビジネスオンライン, 2007-2009コラム
- 『色彩がわかれば絵画がわかる』, 布施英利, 光文社新書, 2013
- 『北欧デザイン〈2〉プロダクト』, 渡部千春
- 『ノルウェーのデザイン―美しい風土と優れた家具・インテリア・グラフィックデザイン』, 島崎信 ISBN 978-4416607251
- 【2008年11月号】北欧的健康生活 元気通信
- 『20世紀はどのようにデザインされたか』　柏木博　晶文社　2002年 p.70-82 北欧モダンの世紀
- 『家具のモダンデザイン』　柏木博　淡交社　2002年 p.189-203 北欧モダン家具のデザイン、スカンディナヴィアン・デザインの意味するもの